# 베니아민 레셰트니코프
베니아민 세르게예비치 레셰트니코프(러시아어: Вениами́н Серге́евич Реше́тников, 1986년 7월 28일~)는 러시아의 펜싱 선수로 주 종목은 사브르이다. 2012년 하계 올림픽에서 그는 남자 사브르 개인전과 단체전에 출전하였다. 그러나, 개인전에서 그는 팀 모어하우스에게 6-15로 패하며 첫판에 탈락하였고, 단체전에서는 루마니아와 이탈리아에 연달아 패하며 4위에 그쳤다.